# Ian Rayson
Ian Rayson (ur. 4 lutego 1988 w Gosford) – australijski lekkoatleta, chodziarz.

## Osiągnięcia
| Rok  | Impreza                 | Miejsce   | Konkurencja              | Lokata      | Wynik   |
| ---- | ----------------------- | --------- | ------------------------ | ----------- | ------- |
| 2006 | Puchar świata w chodzie | La Coruña | chód na 10 km (juniorzy) | –           | DQ      |
| 2009 | Uniwersjada             | Belgrad   | chód na 20 km            | 21. miejsce | 1:30:59 |
| 2010 | Puchar świata w chodzie | Chihuahua | chód na 20 km            | 47. miejsce | 1:31:21 |
| 2013 | Mistrzostwa świata      | Moskwa    | chód na 50 km            | –           | DQ      |

Trzykrotny mistrz Australii w kategorii juniorów ma w dorobku także medale seniorskich mistrzostw kraju.

## Rekordy życiowe
- Chód na 20 kilometrów – 1:24:25 (2011)
- Chód na 50 kilometrów – 3:55:17 (2015)